# Den hundredårige der kravlede ud ad vinduet og forsvandt
Den hundredårige der kravlede ud ad vinduet og forsvandt (svensk: Hundraåringen som klev ut genom fönstret och försvann) er en svensk roman skrevet af Jonas Jonasson. Den blev udgivet i 2009 på Piratförlaget og er Jonassons debutroman.
Romanen var Sveriges mest solgte med i alt 617.000 solgte eksemplarer. I Norge blev bogen, fra den udkom i 2011 og til april 2013, solgt i 200.000 eksemplarer. Den havde i januar 2014 ligget på toplisten over solgte bøger i Norge i 99 uger.
25. december 2013 havde filmversionen med Robert Gustafsson i hovedrollen premiere. 13 dage efter premieren havde over 760.000 set filmen i Sverige.